# Transnet Freight Rail
Transnet Freight Rail (TFR) è la denominazione più recente (dal 2007) della società ferroviaria nazionale del Sudafrica.

## Storia
Gli inizi della rete ferroviaria del Sudafrica risalgono al 1853, quando fu fondata la Cape Town Railway & Dock Company. Fu progettata una ferrovia dal porto del Capo di Buona Speranza a Natal. Ma fu la scoperta di diamanti di Kimberley nel 1867 a stimolare effettivamente l'inizio della costruzione di una rete ferroviaria. Essa fu realizzata dapprima da diverse società ferroviarie indipendenti che, insieme alle successive linee di nuova costruzione, dopo la creazione dell'Unione del Sudafrica nel 1910, furono incorporate nelle South African Railways/Suid-Afrikaanse Spoorweë (SAR/SAS). Nel 1980 le SAR/SAS diventarono SATS (South African Transport Services), tra il 1990 e il 2007 Spoornet e infine, dal 2007, Transnet Rail Freight.

## Descrizione
La rete ferroviaria del Sudafrica si estende per circa 24000 chilometri, per la maggior parte con lo scartamento di 1067 millimetri (detto scartamento del Capo). Si tratta della più grande rete ferroviaria dell'Africa e, con quella del Giappone, della più grande rete ferroviaria a scartamento ridotto del mondo. Precedentemente c'erano anche circa 500 km di linee con scartamento di 610 mm, oggi chiuse o gestite come ferrovie turistiche, con l'unica eccezione dell'Avontuur Railway, lunga 285 km e compresa fra Port Elizabeth e Avontuur.
Parte della rete è esercita con tre sistemi di trazione elettrica: a 3 kV cc, 25 kV ca, e a 50 kV ca (solo un tronco per il trasporto di minerali da Sishen a Saldanha).
Pur privilegiando il trasporto di merci, Transnet Freight Rail disimpegna anche servizi di trasporto passeggeri con elevata affidabilità, prevalentemente di carattere suburbano. mantiene inoltre un'offerta turistica, di cui l'esempio più noto è il Blue Train.
Inoltre gestisce servizi integrati per il trasporto di prodotti ortofrutticoli in regime di temperatura controllata dalle piantagioni e dagli allevamenti ai principali porti.
La rete ferroviaria sudafricana si collega:
- a Ressano Garcia con la rete del Mozambico;
- a Golela e a Komatipoort alla rete ferroviaria dello Swaziland;
- a Musina/Beitbridge alla rete ferroviaria dello Zimbabwe;
- a Ottoshoop con la linea per Gaborone della rete ferroviaria del Botswana e da essa a Plumtree in Zimbabwe;
- a ovest di Upington alla rete ferroviaria della Namibia (Trans-Namib)

Una linea del Lesotho afferente a Maseru è gestita da Transnet Freight.
La rete di collegamenti di Transnet Freight Rail è collegata dalle ferrovie dei paesi confinanti, esercite dalle rispettive società nazionali.

## Progetti in corso
Transnet ha in corso diversi progetti di sviluppo della rete e dell'esercizio. Tra essi quello del Maputo Corridor, sviluppato con la Railway Development Corporation, che comprende  un piano per il trasporto di magnetite dalla zona di estrazione di Phalaborwa al complesso siderurgico di Maputo.
Nel maggio 2010 Transnet ha pubblicato un piano quinquennale di riqualificazione e ammodernamento per un impegno di spesa di 52 miliardi di rand. La maggior parte della disponibilità è destinata all'acquisto di nuovo materiale rotabile, tra cui 304 locomotive e 7231 carri di vario tipo. Quattro miliardi sono destinati al miglioramento dell'infrastruttura, tra cui il raccordo fra la centrale a carbone di Majuba e la linea merci per Richards Bay.